# Иосиф Хаззайя
Иосиф Хаззайя (ок. 710 г., город Нимруд — ок. 792—795 гг., монастырь Раббана Бахтихо) — монах, писатель, богослов, восточно-сирийский мистик Ассирийской Церкви Востока (т. н. несторианская Церковь), систематизатор её мистико-аскетического учения.

## Жизнеописание
Сведения о жизни Иосифа Хаззайи содержатся в «Книге целомудрия» (ок. 868—870 гг.) Ишо’днаха, епископа Басры под заголовком: «Святой авва Иосиф Хаззайя, также именуемый Авдишо». Житие, написанное Несторием, епископом Нухадрским, не сохранилось.
Иосиф Хаззайя по происхождению был персом, родился в городе Нимруд в зороастрийской жреческой семье магов между 710 и 712 гг. Во время правления халифа Умара II (717—720) жители деревни восстали, и семилетний Иосиф был взят в плен халифом. Он был продан в рабство арабу из г. Синджар, который обратил его в ислам. Три года Иосиф прослужил своему хозяину, после смерти которого его продали на этот раз христианину Кириаку, жившему в деревне Дадар, расположенной в районе горы Карду на юге Турции. Кириак принял Иосифа в свой дом и сделал его распорядителем, поскольку не имел сына. Однажды он взял юношу в монастырь Мар Иоанна Камульского, располагавшийся по соседству с деревней. Увидев жизнь тех монахов, Иосиф попросил его о крещении, которое принял в церкви того же монастыря. Видя прилежание юноши к молитве и горячее желание стать монахом, Кириак отпустил его в монастырь, чтобы тот исполнил своё желание. Иосиф присоединился к братии обители аввы Сливы, которая располагалась в области Бет Нухадра (на территории нынешней мухафазы Дахук в Ираке). Он был пострижен блаженным Кириаком, игуменом монастыря (впоследствии епископом Балада) и проводил ревностную монашескую жизнь, в особенности заботясь о чтении Псалмов и Священного Писания. После завершения канонического срока общежительной жизни, с благословения своего игумена ушел безмолвствовать на гору Карду. Однако его уединённая жизнь через какое-то время была нарушена, поскольку монахи обители Мар-Басима, прослышав о его удивительной жизни, попросили стать игуменом их монастыря. Иосиф согласился на их просьбу и управлял некоторое время этой обителью, что, впрочем, не означало прекращения уединённого жительства, поскольку игумены монастырей селились в отдельных кельях. После этого, желая отшельнической жизни, он удалился на гору Зинай (на северо-востоке современного Ирака). Однако через какое-то время по просьбе монахов вновь стал игуменом, на этот раз обители Раббана Боктишо, известной также как монастырь Маргана. Управляя им длительное время, он дожил до преклонного возраста, и впоследствии по успении был похоронен в монастыре Мар Аткен.

## Сочинения
Согласно каталогу Авдишо из Нисивина, Иосиф Хаззайя написал 1900 сочинений. Однако до нашего времени дошли лишь некоторые из них.
- Книга вопросов и ответов (не издана)[6]
- Беседа Раббана Иосифа о природе превечной Сущности и различении Лиц Св. Троицы, и об Их свойствах, и о начале творения, и о Суде, и о Промысле, и о Милосердии нашего Господа Бога и о любви, которую Он явил в последние времена словесным созданиям и о всем, что Он соделал и соделывает для них от начала их творения даже до конца наряду с прочими предметами[7]
- Книга глав о ведении (сохранилась частично, готовится критическое издание)[8]
- Послание о трех степенях иноческого жития (сохранилось в двух редакциях — краткой[9] и пространной[10])
- Пятое послание того же Раббана Иосифа к одному из его друзей, который просит показать ему делание, посредством коего человек приближается к Богу более, чем всеми прочими добродетелями; и каков кратчайший путь, которым человек смог бы обрести Бога быстрее, чем иными путями, ведущими нас к Нему (сохранилось в двух редакциях — краткой[11] и пространной[12]; немецкий перевод о. Гавриила Бунге выполнен на основе краткой версии с привлечением пространной[13])
- Послание Мар Авдишо к одному из друзей о действиях благодати[14][15]
- Того же Мар Авдишо о духовном созерцании, которое поставляет ум во время молитвы выше движения [телесных] чувств и выше помыслов и разумений материальных вещей; и об огненном порыве (озарении), который преображает душу в своё подобие, в то время как созерцание увлекает ум к себе[16][17]
- Того же о молитве, которой достигает ум в области светлости[18][19]
- О действии порывов, появляющихся в уме во время молитвы; о тех, которые вещественные, невещественные, неописуемые и безвидные[20][21][22]
- Того же из «Книги вопросов и ответов» о том, как узнать, что Святой Дух действует в нас, в чем открывается Его сила, и каковы знамения, которыми Дух являет в нас Свои действия[23][24]
- Послание того же Мар Авдишо к одному из друзей о действиях благодати[25][26]
- О духовной молитве[27][28]
- Молитвы[29][30]

## Критические издания и переводы на современные европейские языки
- Mingana A., Early Christian Mystics, Woodbrooke Studies, vol. VII, Cambridge, 1934.
- Olinder G., A Letter of Philoxenus of Mabbug sent to a friend (Göteborg Högskolas Årsskrift 56, No. 1), Göteborg, 1950.
- Beulay R., «La collection des Lettres de Jean de Dalyatha», Patrologia Orientalis, t. XXXIX, fasc. 3, n° 180, Turnhout, 1978.
- Rabban Jausep Hazzaya, Briefe über das geistliche Leben und verwandte Schriften: Ostsyrische Mystik des 8. Jahrhunderts, German translation by Gabriel Bunge, Sophia: Quellen östlicher Theologie n° 21, Trier: Paulinus, 1982.
- Brock S. P., The Syriac Fathers on Prayer and the Spiritual Life (Cistercian Studies n° 101), English translation, Cistercian Publications, 1987
- Joseph Hazzaya, Lettre sur les trois étapes de la vie monastique, texte critique, traduction et introduction par François Graffin, Brepols, Turnhout, 1992.
- Hansbury M., The Letters of John of Dalyatha (Texts from Christian Late Antiquity 2), Gorgias Press, 2006.
- Giuseppe Hazzaya, Le tappe della vita spirituale, Italian translation by Valerio Lazzeri, Edizioni Qiqajon: Comunita di Bose, 2012.
- Калинин М. Г., Преображенский А. М. Два мистических сочинения Иосифа Хаззайи [электронный ресурс]: http://www.bogoslov.ru/text/4795548.html.
- Калинин М. Г., Преображенский А. М. Иосиф Хаззайя. Письмо о действии, происходящем от благодати // Богословский Вестник. 2016. № 20-21. С. 327—341.
- Калинин М. Г., Преображенский А. М. Иосиф Хаззайя. Послание о различных действиях благодати [, бывающих] у подвижников // Богословский Вестник. 2016. № 22-23. С. 426—436.
- Калинин М. Г., Преображенский А. М. «Главы о ведении» Иосифа Хаззайи: новое рукописное свидетельство и ранее не идентифицированные главы // Богословские труды. 2018. № 47-48. С. 258—289.
- Калинин М. Г., Преображенский А. М. Иосиф Хаззайя. О молитве в месте ясности // Богословские труды. 2018. № 47-48. С. 526—539.
- Иосиф Хаззайа. Книга глав о ведении. Новооткрытые фрагменты / перевод с сирийского, предисловие и примечания М. Г. Калинина // Библия и христианская древность. 2019. Т. 2. № 2. С. 15-53.
- Иосиф Хаззайа. Книга глав о ведении. Новооткрытые фрагменты / критическое издание, перевод с сирийского, предисловие и примечания М. Г. Калинина (продолжение) // Библия и христианская древность. 2019. № 3 (3). С. 15-51.
- Иосиф Хаззайа. Книга глав о ведении. Новооткрытые фрагменты. Христологические главы / критическое издание, перевод с сирийского, предисловие и примечания М. Г. Калинина и А. М. Преображенского // Библия и христианская древность. 2019. № 4 (4). С. 15-25.
- Преображенский А. М., Калинин М. Г. Евхаристическая молитва Иосифа Хаззайи // Библия и христианская древность. 2019. № 4 (4). С. 123—140.